# Соктуй-Милозан
Соктуй-Милозан — село, расположено в 18 км от Краснокаменска на западе Краснокаменского района, Забайкальского края, России.
Население — 303 чел. (2021).

## Название
Объяснение топонимики села в основном следующее. С начала образования село несколько раз «выкашивала» чума. Название переводится с монгольского как «шатающаяся походка», именно так ходят люди, пораженные чумой.

## История
Село основано в 1769 году как казачий караул. В 1910 году в селе была построена деревянная церковь, в 1932 году здание было отдано под клуб, а в 1960 году оно сгорело. В 1912 году богатый казак Балагуров построил маслозавод, в годы революции он бежал за границу, а маслозавод перешел в собственность государства и проработал до 1960 года. В 1929 году создается колхоз «Октябрь», в 1960 году преобразован в совхоз «Соктуйский», основным направлением работы которого было животноводство. В 1970-80-е годы совхоз имел хорошие производственные показатели, а в 1982 году за успехи в социалистическом соревновании награждён переходящим Красным знаменем ЦК КПСС и СМ СССР. В годы перестройки хозяйство практически распалось. Сейчас в селе работает сельскохозяйственный кооператив «Соктуй» (195 человек), есть школа, детский сад, фельдшерский пункт, клуб, библиотека.

## Население
| 1989 | 2002 | 2003 | 2010 | 2012 | 2013 | 2014 |
| ---- | ---- | ---- | ---- | ---- | ---- | ---- |
| 989  | ↘774 | ↗800 | ↘625 | ↘603 | ↘586 | ↘580 |
| 2015 | 2016 | 2017 | 2018 | 2019 | 2020 | 2021 |
| ↘547 | ↘543 | ↘525 | ↘510 | ↘480 | ↘457 | ↘303 |